# Semaprochilodus
Semaprochilodus (nome comum: jaraqui) é um gênero de peixes da família Prochilodontidae.

## Espécies
- Semaprochilodus amazonensis, Fowler, 1906
- Semaprochilodus brama, Valenciennes, 1850
- Semaprochilodus insignis, Pellegrin, 1909
- Semaprochilodus kneri, Steindachner, 1879
- Semaprochilodus laticeps, Fowler, 1941
- Semaprochilodu taenirus, Valenciennes, 1821
- Semaprochilodus taeniurus, Valenciennes, 1821
- Semaprochilodus theraponura, Fowler, 1906
- Semaprochilodus varii, Castro, 1988